# Haumea (dværgplanet)
 For alternative betydninger, se Haumea. (Se også artikler, som begynder med Haumea)
Haumea (136108 Haumea, symbol: ; tidligere 2003 EL61, også skrevet som 2003 EL61, tidligere øgenavn "julemanden"), er en dværgplanet og Kuiper-bælteobjekt, opdaget i december 2004 med en størrelse på omkring 28 % af Plutos størrelse. 

## Historie
Jose-Luis Ortiz, en astronom ved Sierra Nevada Observatory i Spanien, og kolleger opdagede objektet, da de genanalyserede observationer, de havde lavet tilbage i 2003. Derefter så de i andre arkiver og fandt objektet i billeder tilbage fra 1955. Ortiz's gruppe annoncerede deres opdagelse den 29. juli 2005. Et Caltech team ledet af Michael E. Brown havde observeret objektet i et år, men havde ikke offentliggjort deres opdagelse. Brown indvilligede først i at give Ortiz og hans gruppe æren for opdagelsen, men trak sin anerkendelse tilbage, da det blev klart, at den spanske gruppe havde haft tilgang til data fra Browns gruppe, inden de annoncerede deres fund. Øgenavnet "Julemand" stammer fra, at Caltech teamet observerede det tæt på jul (den 28. december 2004). Haumea er opkaldt efter den hawaiianske gudinde for frugtbarhed og børnefødsler. Dværgplanetens måner er opkaldt efter to af gudindens døtre: Nāmaka og Hi'iaka.
Den 29. juli 2005 annoncerede Browns gruppe opdagelsen af et andet Kuiper-bælte objekt, Eris, som er endnu større og længere væk fra dværgplaneten Pluto.

## Beskrivelse
Haumea og dværgplanetens to måner er dækket af krystalinsk is.
 I 2017 blev det offentliggjort i Nature, at Haumea har en planetring omkring sig på samme måde som eksempelvis Jupiter og Saturn. Haumeas største måne ligger i den opdagede ring.